# Tennis Channel Open 2007
Il Tennis Channel Open 2007 è stato un torneo di tennis giocato sul cemento.
È stata la 20ª edizione del Tennis Channel Open,che fa parte della categoria International Series nell'ambito dell'ATP Tour 2007.
Si è giocato al The Amanda & Stacy Darling Memorial Tennis Center di Las Vegas in Nevada, 
dal 26 febbraio al 4 marzo 2007. Al tradizionale torneo maschile si è unito la Mirage Cup, torneo del circuito ITF femminile.

## Round Robin
Il torneo maschile è stato giocato con la formula del round robin:i giocatori sono stati divisi in 8 gironi da 3.
Il tennista che dopo avere affrontato gli altri 2 aveva accumulato più vittorie o in caso di pari merito vinto più set o più games passava ai quarti di finale con  l'eliminazione diretta.

## Campioni

### Singolare maschile
Lleyton Hewitt ha battuto in finale  Jürgen Melzer con il punteggio di 6–4, 7–6 (12-10)

### Doppio maschile
Bob Bryan /  Mike Bryan hanno battuto in finale  Jonathan Erlich /  Andy Ram con il punteggio di 7–6 (8–6), 6–2

### Singolare femminile
Caroline Wozniacki ha battuto in finale Akiko Morigami con il punteggio di 6–3, 6–2

## Doppio femminile
Viktoryja Azaranka /  Tat'jana Puček hanno battuto in finale  Maret Ani /  Alberta Brianti con il punteggio di 6–2, 6–4